# Fomento del Trabajo Nacional

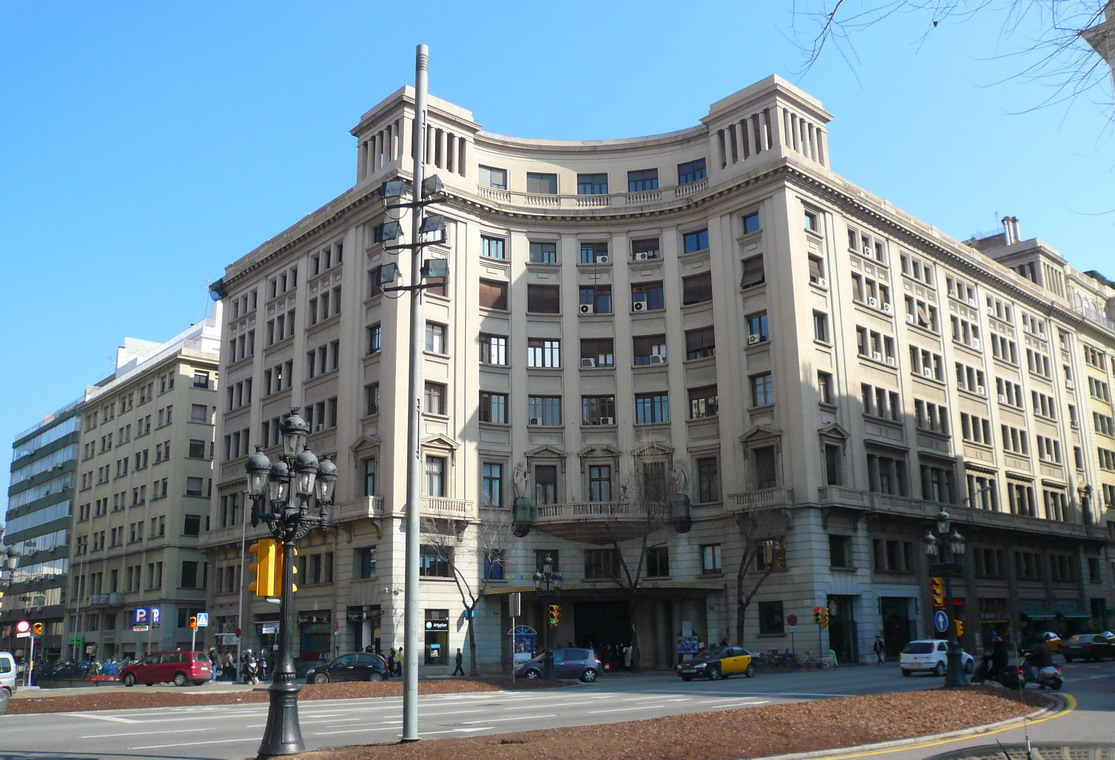
Sede actual de la confederación en la Vía Layetana de Barcelona, obra del arquitecto Adolfo Florensa.

Fomento del Trabajo Nacional (en catalán y oficialmente, Foment del Treball Nacional), es la principal organización patronal de Cataluña (España).
Cuenta con socios colectivos (asociaciones y entidades territoriales y sectoriales de manera directa e indirecta); socios individuales (multinacionales, grandes, medianas y pequeñas empresas); y miembros colaboradores (cámaras de comercio extranjeras, colegios profesionales, institutos de actividad empresarial…). Está presidida en la actualidad por Josep Sánchez Llibre.

## Historia
El Fomento del Trabajo Nacional es la patronal más antigua de Europa[cita requerida]: sus orígenes se remontan al año 1771[cita requerida], cuando se fundó la Real Compañía de Hilados y Tejidos de Algodón, transformando y ampliando su representatividad con las denominaciones sucesivas, entre las que destacan la Comisión de Fábricas de Hilados, Tejidos y Estampados de Algodón del Principado de Cataluña; Junta de Fábricas de Cataluña; Instituto Industrial de Cataluña o el Fomento de la Producción Nacional. A partir de 1889, se constituyó como tal el actual nombre de Fomento del Trabajo Nacional. 
La patronal adopta su nombre actual en la celebración de la su primera Junta General de Socios el 28 de abril de 1889. Sus objetivos en aquella época eran la defensa de las empresas industriales catalanas y españolas, y su creación supuso la unión de las diferentes organizaciones que agrupaban los intereses de los industriales de Cataluña, fruto final de escisiones y fusiones entre ellas:
1. La Comisión de Fábricas de Hilados, Tejidos y Estampados de Algodón del Principado de Cataluña (1820), que al mismo tiempo proviene de tres instituciones de fabricantes del s. XVIII: la Real Compañía de Hilados, creada en 1772; el Cuerpo de Fabricantes de Tejidos e Hilados de Algodón, en 1799 y la Junta de Pintados, de origen desconocido. El 26 de marzo de 1847 cambió su nombre por el de Junta de Fábricas (1847).
2. El Instituto Industrial de Cataluña (IIC) (1848) se fundó el 23 de junio de 1848 bajo el amparo de la Junta de Fábricas.
3. El Fomento de la Producción Nacional (FPN) (1869). Creada el 9 de marzo de 1869.
4. El Fomento de la Producción Española (FPE) (1876). Nace el 11 de junio de 1876 de una escisión del Fomento de la Producción Nacional.
5. El Instituto del Fomento del Trabajo Nacional (IFTN) (1879). Esta entidad surgió de la unión del Fomento de la Producción Nacional y del Instituto Industria de Cataluña.
6. Finalmente, el 28 de abril de 1889 se unieron el Instituto del Fomento del Trabajo Nacional y el Fomento de la Producción Española para transformarse en Fomento del Trabajo Nacional (1889).

En julio de 1936, el edificio fue incautado por las organizaciones libertarias CNT-FAI, donde instalarían sus dependencias hasta el final de la Guerra Civil.
En 1939, con el régimen franquista, la patronal no pudo actuar como tal, sólo se le permitió mantener el edificio, el patrimonio y convertirse en un organismo de opinión económica[cita requerida]. Durante la transición democrática, Fomento del Trabajo lideró la reagrupación y posterior asociación del movimiento empresarial español, hasta que en 1977 creó, junto con otras entidades, la Confederación Española de Organizaciones Empresariales (CEOE), a la que pasó su testigo como patronal nacional de referencia.
El 15 de noviembre de 1979, Fomento del Trabajo Nacional reformó sus estatutos.[cita requerida]

## Presidentes de Fomento del Trabajo Nacional
- José Ferrer y Vidal (1880-1882)
- Juan Puig Saladrigas (1889 i 1895)
- Pablo Sadó Pérez (1889)
- José Sert Rius (1891-1893)
- Ramón Romaní Puigdengolas (1893)
- Juan Sallarés Pla (1897-1899)
- Alberto Rusiñol y Prats (1899-1901)
- Luis Ferrer-Vidal y Soler (1901-1905)
- Manuel Marqués Puig (1905-1907)
- Luis Muntadas Rovira (1907-1911)
- Luis Alfonso Sedó Guichard (1911-1913)
- Eduardo Calvet Pintó (1912-1913)
- José de Caralt y Sala, Conde de Caralt (1913-1917)
- Jaime Cussó y Maurell, Vizconde de Cussó (1918-1922)
- Domingo Sert Badia (1922-1929)
- Luis Bosch-Labrús Blat (1929-1936)
- José de Quadras y Veiret, Barón de Quadras (1936-1939)
- José María de Albert Despujol, Barón de Terrades (1941-1952)
- Miguel Mateu Pla (1952-1973)
- Felix Gallardo Carrera (1973-1977)
- Carlos Ferrer Salat (1977-1978)
- Alfred Molinas Bellido (1978-1994)
- Antonio Algueró Algueró (1994-1995)
- Juan Rosell Lastortras (1995-2011)
- Joaquin Gay de Montellá Ferrer-Vidal (2011-2018)
- Josep Sánchez Llibre (2018--)